# Mikhail Sjapiro
Mikhail Sjapiro (russisk: Михаил Григорьевич Шапи́ро) (født 15. april 1908 i Dnipro i det Russiske Kejserrige, død 26. oktober 1971 i Sankt Petersborg i Sovjetunionen) var en sovjetisk filminstruktør.

## Filmografi
- Katerina Ismailova (Катерина Измайлова, 1966)[2][3]